# Bagad Pays des Abers
Le Bagad Pays des Abers (Bro an Aberiou) est une formation orchestrale de musique bretonne créé en 1994 à Plabennec  (Finistère Nord). L'association compte aujourd'hui une centaine d'adhérents et regroupe dans ses rangs des membres de tout âge venant de toutes les communes du pays des Abers. Le siège social est situé à Plabennec, à quelques kilomètres de Brest (Finistère).
L’association se répartit en différentes formations : le bagad, le bagadig (ou bagad école), le bagad loisir et les sonneurs en formation.

## Histoire

### La création
L'ouverture d'une section traditionnelle à l'école de musique de Plabennec en 1994 permet à une dizaine de personnes de jouer de la musique bretonne. Dès lors les musiciens travaillent à la création d'un ensemble qui voit le jour à la fin de l'année 1994. Le bagad concentre tout de suite ses efforts sur la formation de nouveaux sonneurs afin de pouvoir, à terme, participer aux différents concours organisés par Sonerion (BAS).

### Le bagad mère

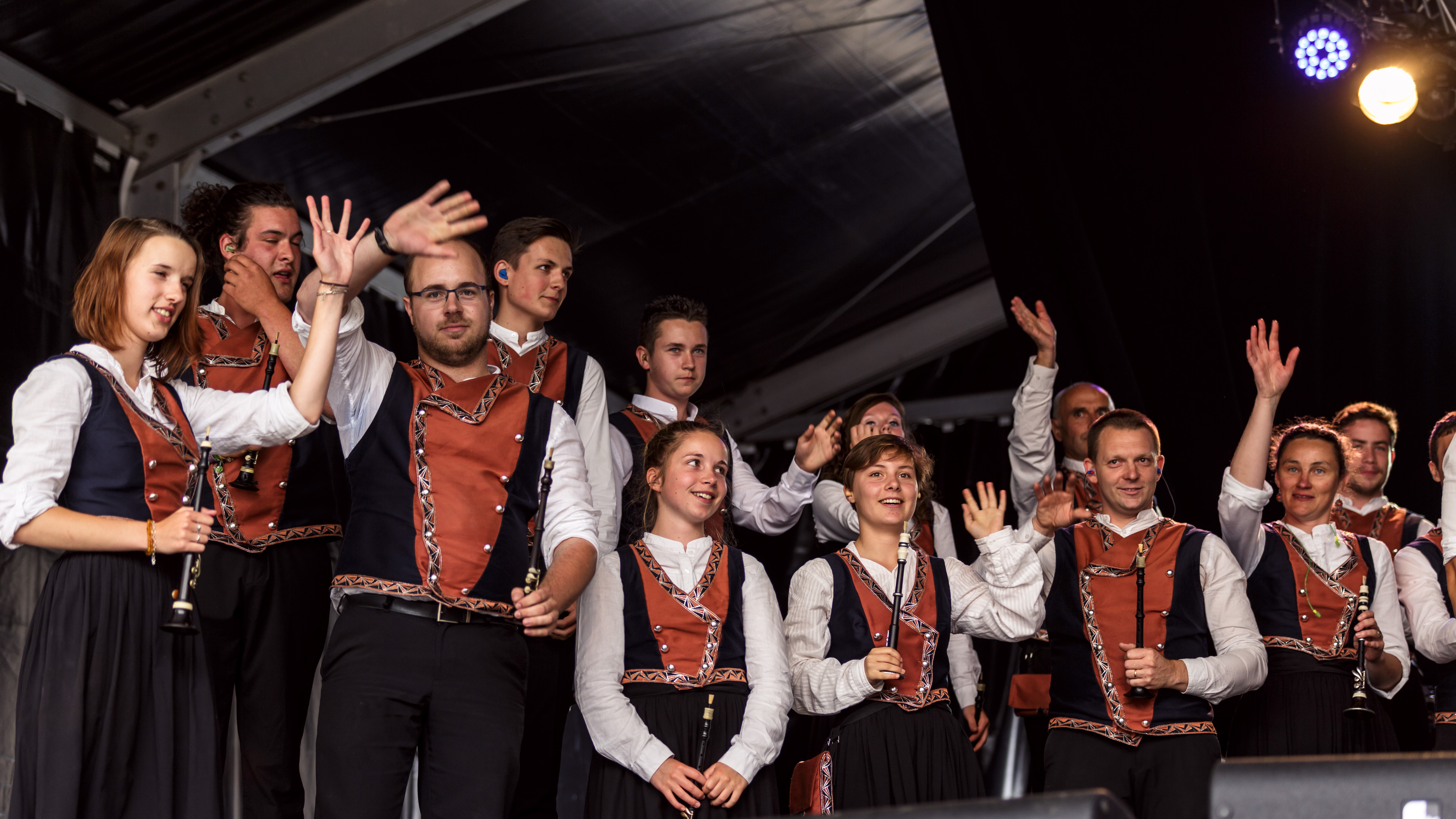
Les sonneurs au concours de 3e catégorie à Quimper en 2016.

Le bagad participe depuis 1995 au championnat national des bagadoù organisé par la Bodadeg ar Sonerion (l’assemblée des sonneurs). Il passe en quatrième catégorie lors du Festival interceltique de Lorient en 1998 et accède à la troisième catégorie en 1999. En 2001 après une 1re place au concours de Lorient, le bagad termine 2e du championnat de troisième catégorie.
En 2002, se classant premier aux concours de Vannes et de Lorient, le bagad accède en seconde catégorie. En 2004, il fête ses 10 ans et se classe 2e de 2e catégorie. Deux ans après avoir quitté la seconde catégorie, le groupe la retrouve en 2013. Il fête ses 20+1 ans en 2016.

### Le bagadig
Le bagadig, ou bagad école, est créé en 1999, après l'accession du bagad en 3e catégorie, dans l’objectif de former de jeunes sonneurs et de leur apprendre la musique d’ensemble. Celui-ci participe aux championnats des bagadoù de cinquième catégorie.
Il existe également un bagad loisirs, baptisé « Sonerien bro Ac'h » en 2004.

## Fonctionnement

### Association

Ancien logo

L'association compte plus de 120 musiciens (en 2009).
Depuis 1999, l'association organise le festival Trouz en Aberiou. Il se déroule sur un week-end et met à l’honneur la musique traditionnelle sous différentes formes : concours de solistes cornemuses, concours couple, fest-noz et fest-deiz. 
Le bagad présente également, chaque année, un concert de Noël gratuit dans une des communes du pays des Abers.

### Formation

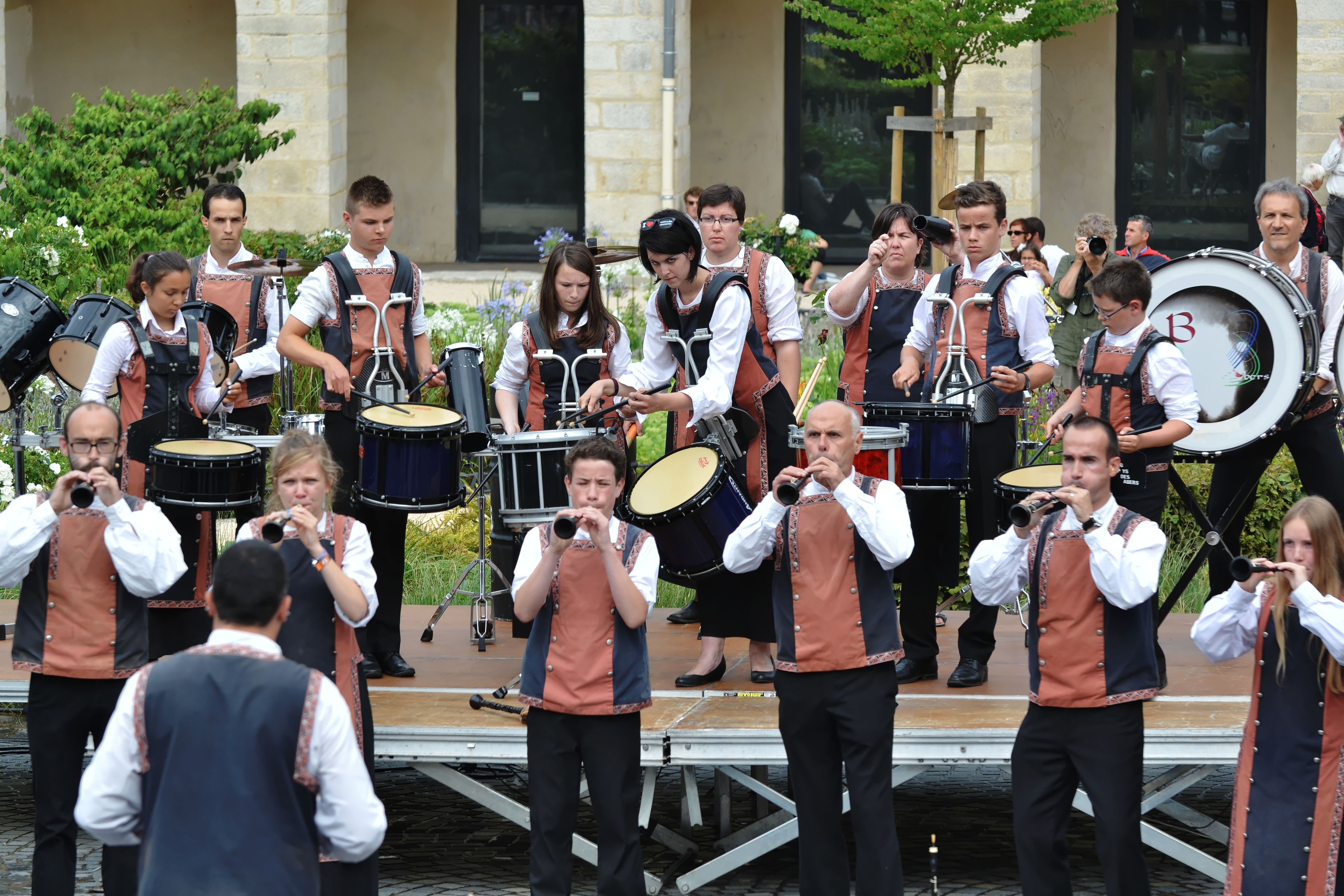
Prestation du bagad au concours de 3e catégorie en 2013 à Quimper.

Pour l’essentiel, la formation des sonneurs est assurée par des membres du bagad et par des professeurs de la fédération Bodadeg ar Sonerion.
L'École de musique traditionnelle permet aux nouveaux musiciens d'apprendre les instruments  : bombarde, cornemuse ou caisse claire. 
Le bagadig permet la pratique collective en formation bagad, la participation aux concours organisés par Sonerion (en 5e catégorie) et également la participations à des sorties et manifestations estivales.

### Costumes

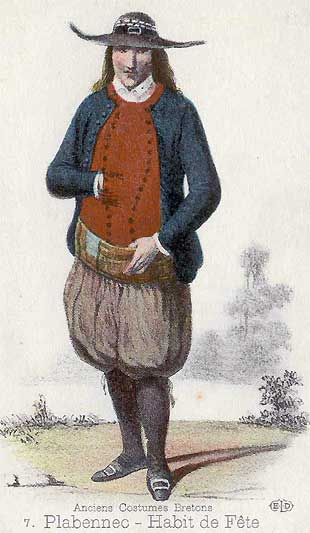
Homme de Plabennec

En 2000, un tournant important dans la vie du bagad : un nouveau costume créé par Bleuenn Seveno voit le jour. Celui-ci allie praticité, tradition et innovation. Hommes et femmes sont bien différenciés : un gilet aux couleurs du pays des Abers orné d’un galon pour les hommes et un gilet avec un tablier pour les femmes (présentant les mêmes couleurs que le costume homme).
En 2014, le groupe présente un nouveau costume de scène, confectionné par la créatrice Cécile Lamouille de Plouguerneau.

## Productions artistiques

### Répertoires
Après dix années d’existence, le bagad vous fera découvrir différents terroirs musicaux de Bretagne : Léon, Vannetais, Sud Cornouaille, Loudéac, pays Pourlet… Le répertoire est composé d’airs à danser, de marches et de mélodies provenant de ces différents terroirs. Chaque suite d'airs est une composition originale du bagad réalisée à partir de thèmes traditionnels.
Le bagad propose ainsi plusieurs types de prestations : prestations en statique, défilés, concerts, prestations en couple (koz ou braz).
En 2002, le bagad grave ses plus belles créations sur son CD Trouz en Aberiou ("du bruit dans les abers"). En 2014, le bagad est accompagné du groupe Carré Manchot pour le concours de 2e catégorie à Vannes.

### Représentations
- Bretagne : Festival interceltique de Lorient, Fête des Brodeuses (Pont l’Abbé), Printemps des sonneurs (Brest), festival Kann-al-Loar 2008, festival de la Saint-Loup, festival Gouel an Eost
- France : Festival de Bandas (Objat), festival de Firminy (Saint-Etienne)[3], festival de Montignac[7]
- Espagne : Xixon, Bandas de Gaïtas à Gijón (Asturies)
- Allemagne : Waltenhofen (Bavière)